# Cassius Marcellus Clay (politiker)
|  | Denne artikel omhandler den amerikanske abolitionist og politiker fra det 19. århundrede. For bokseren født med navnet, se Muhammad Ali |
Cassius Marcellus Clay (født 19. oktober 1810 i White Hall, Kentucky, USA, død 22. juli 1903) var en abolitionist og politiker.
Han var søn af en af de rigeste slaveejerfamilie i staten Kentucky. Han gik i Transylvania Universitet, og der hørte han William Loyd Garrison udtrykke abolitionistiske tanker. Efterfølgende tilsluttede han sig antislaveri-bevægelsen og kæmpede for de sortes rettigheder. Som politiker blev han valgt ind, men mistede stemmerne på grund af sin holdning til slaveri, men han fortsatte med at advokere for sin holdning resten af livet. I 1842 overlevede han et mordforsøg, og samme år udgav han et af sit mest berømte værk “Slavery: The Evil — The Remedy.” (Dansk: Slaveri: Ondskabet — Løsningen). I 1845-1846 oprettede og publicerede han en avis, "True American", der formidlede abolitionistiske tanker. I den anledning modtog han dødstrusler og måtte oven i købet installere hærdede døre i sit kontor for at værne om sit liv. I 1845 lykkedes det en pøbel, at bryde ind i hans kontor og tage hans avis-redskaber og maskiner for at tryne ham ned, hvilket gjorde ham til en helt i antislaveri-bevægelsen. Han deltog i den Mexicansk-amerikanske krig og blev senere udvalgt af vennen Abraham Lincoln som minister til at pleje relationer med Rusland. I 1862 kaldte Lincoln ham tilbage for at give ham en høj stilling som generalmajor i hæren, men Clay nægtede at acceptere stillingen, medmindre Lincoln gik med til at befri slaverne under Amerikas Konfødererede Stater. Lincoln proklamerede den ret senere samme år.